# Deutsche Verwaltungs-Gewerkschaft
Die Deutsche Verwaltungs-Gewerkschaft (DVG) ist eine Bundesfachgewerkschaft im dbb beamtenbund und tarifunion für Beschäftigte der allgemeinen und inneren Verwaltung der Länder. Sie ist Dachorganisation für 15 Landesfachverbände und vertritt und fördert die berufspolitischen und rechtlichen Belange ihrer Mitglieder (ca. 22.000 Beamte und Tarifbeschäftigte). Die Bundesgeschäftsstelle befindet sich in Halle (Saale).

## Ziele und Inhalte

### Interessenvertretung
Die Deutsche Verwaltungsgewerkschaft versteht sich als eine Dienstleistungsgewerkschaft, die sich offensiv in die öffentliche und politische Diskussion um die Zukunft des öffentlichen Dienstes einmischen will, indem sie für folgende grundsätzliche Positionen eintritt:
- für eine verlässliche, unabhängige und leistungsstarke öffentliche Verwaltung;
- für ein modernes Berufsbeamtentum;
- für ein leistungsorientiertes Dienstrecht;
- für den Erhalt der Tarifautonomie und des Flächentarifvertrages;
- für ein modernes und konkurrenzfähiges Tarifrecht;
- für einheitliche Regelungen in Bund und Ländern.

### Leistungen
Den Mitgliedern wird Rechtsschutz in Dienst- und Arbeitsrechtsangelegenheiten über den dbb mit seinen Servicecentern gewährt. Weiterhin werden Leistungen der dbb akademie – wie berufliche Fort- und Weiterbildung, Personalräteschulungen, Informations- und Kommunikationsschulungen – und der Beamtenselbsthilfeeinrichtungen vermittelt.